# نیروهای دفاعی استونی
نیروهای دفاعی استونی (استونیایی: Eesti Kaitsevägi) مجموعه‌ای از نیروهای نظامی کشور استونی است.
ارتش استونی شامل نیروی زمینی استونی، نیروی دریای استونی، نیروی هوایی استونی و نیروهای دفاع ملی استونی می‌باشد.
سیاست دفاعی ارتش استونی تضمین خفظ استقلال و حامیت دولت، یکپارچگی زمینی، آب‌های بین‌المللی و حریم هوایی و قانون اساسی این کشور و همین‌طور همکاری با کشورهای عضو ناتو و اتحادیه اروپا است.

## مشارکت‌های بین‌المللی
| مکان            | مأموریت                        | سازمان          | تعداد نیرو |
| --------------- | ------------------------------ | --------------- | ---------- |
| افغانستان       | نیروهای بین‌المللی کمک به امنیت | ناتو            | ۱۵۰        |
| کوزوو           | نیروی کوزوو                    | ناتو            | ۵۰         |
| سومالی          | EU-NAVFOR-ATALANTA             | اتحادیه اروپا   | ۱۰         |
| خاورمیانه       | UNTSO                          | سازمان ملل متحد | ۵          |
| بوسنی و هرزگوین | EUFOR Althea                   | سازمان ملل متحد | ۵          |

| کشور           | مأموریت گذشته   | سازمان          | تعداد نیرو | سال       |
| -------------- | --------------- | --------------- | ---------- | --------- |
| کرواسی         | UNPROFOR        | سازمان ملل متحد |            | ۱۹۹۵      |
| لبنان          | یونیفل          | سازمان ملل متحد | ۱۳۵        | ۱۹۹۶-۱۹۹۷ |
| جمهوری مقدونیه | EUFOR Concordia | اتحادیه اروپا   | ۱          | ۲۰۰۳      |
| عراق           | MNFI            | ناتو            | ۵۰         | ۲۰۰۳-۲۰۰۹ |

## تجهیزات سنگین
| نفربرهای زره‌پوش - پاتریا پاسی: ۵۸ - XA-۱۸۰ ۴ آمبولانس - XA-۱۸۰ ۵ خودرو فرماندهی - XA-۱۸۰ ۴۹ نفر بر - XA-۱۸۸ آمبولانس - XA-۱۸۸ خودرو فرماندهی - XA-۱۸۸ نفر بر - بی‌تی‌آر-۸۰ نفر بر | خودروهای ضدگلوله - مامبا ای‌پی‌سی: ۷ |  |

| سیستم‌های توپخانه و خمپاره - خمپاره‌انداز بی۴۵۵ ۸۱م‌م: ۴۱ - خمپاره‌انداز ان‌ام۹۵ ۸۱م‌م: ۱۰ - خمپاره‌انداز ام۲۵۲ ۸۱م‌م: ۸۰ - خمپاره‌انداز ۲بی۱۱ سانی ۱۲۰م‌م: ۱۴ - خمپاره‌انداز ۱۲۰کی‌آراچ/۴۰ ۱۲۰م‌م: ۱۶۵ - هویتزر هویتزر ام/۴۰ ۱۰۵م‌م: ۳۸ - هویتزر دی-۳۰ ۱۲۲م‌م: ۴۲ - هویتزر اف‌اچ-۷۰ ۱۵۵م‌م: ۲۴ | سیستم‌های ضدتانک - ضدتانک پی‌وی‌پی‌جی ۱۱۱۰ ۹۰م‌م: ۱۳۰ - ضدتانک ام۴۰ ۱۰۶م‌م: ۳۰ - میلان ۲: ? - ام‌ای‌پی‌ای‌تی‌اس: ? سیستم‌های ضدهوایی - ضدهوایی ۲۳م‌م زو-۲۳-۲: ۹۸ - میسترال ۲: ۲۵ پرتاب‌گر | دیگر سیستم‌ها - پهپادها - رادارهای محافظتی کامیون‌ها و سایر وسایل نقلیه - یونیماک ۴۱۶: ? - یونیماک ۴۳۵: ? - مرسدس بنز ۱۰۱۷A: ? - ولوو تی‌جی‌بی ۱۱: ? - ولوو تی‌جی‌بی ۱۳: ? - ولوو تی‌جی‌بی ۲۰: ? - مرسدس بنز کلاس جی: ? - MAN ۴۵۲۰: ? - MAN ۴۶۴۰ (۸x۸ کامیون): ? - Hägglunds Bv-206 a.k.a. باندواگن ۲۰۶: ? - هوسکوارنا ۲۵۸ای ام‌تی: ? - ساورر ۲دی‌ام / Berna 2VM: ? - شورولت کی۵ بلیزر: ? - شورولت کی۵ بلیزر: ? - شورولت کی۵ بلیزر: ? - داف تراکس YA ۴۴۴۰: ? |

## نگارخانه

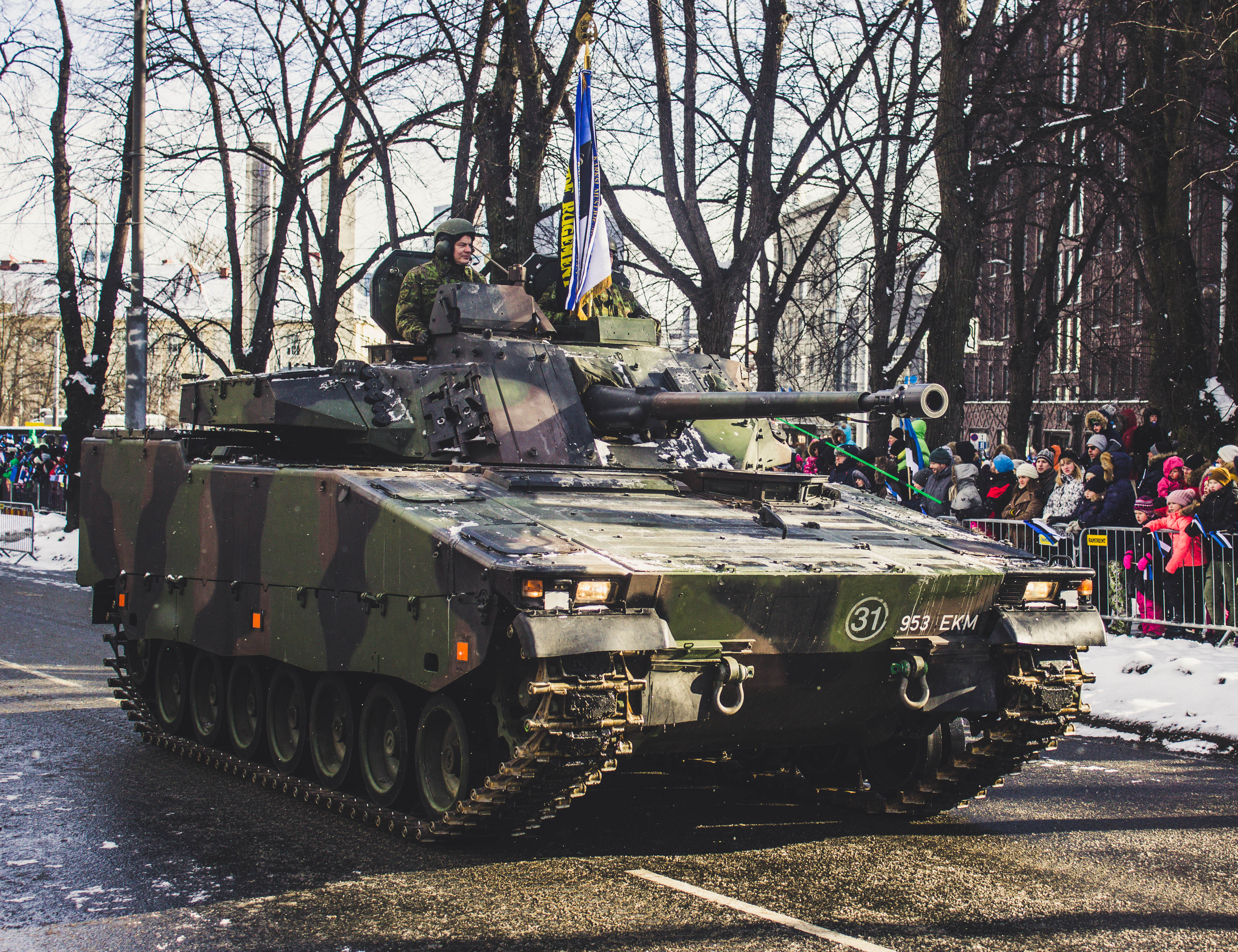
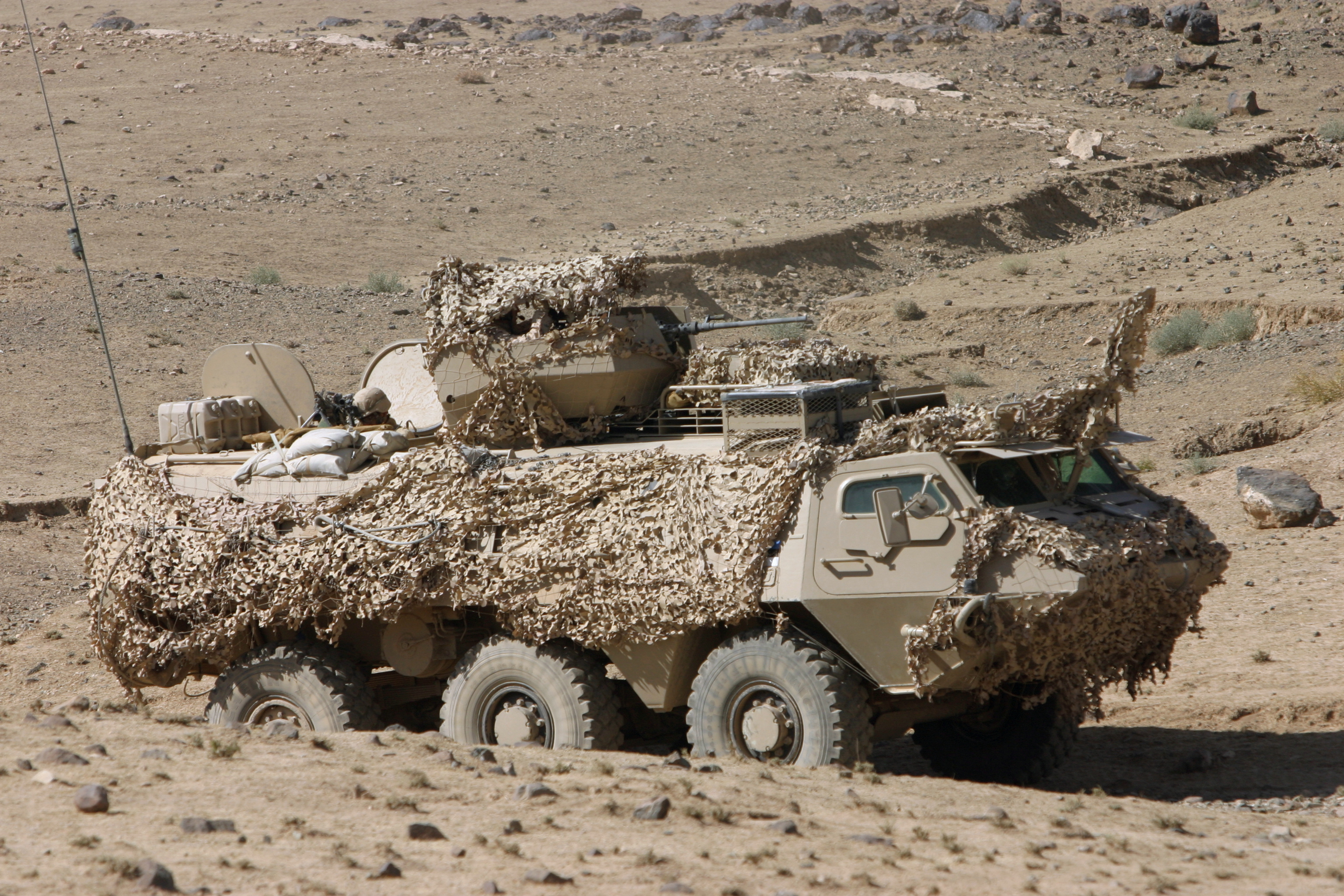
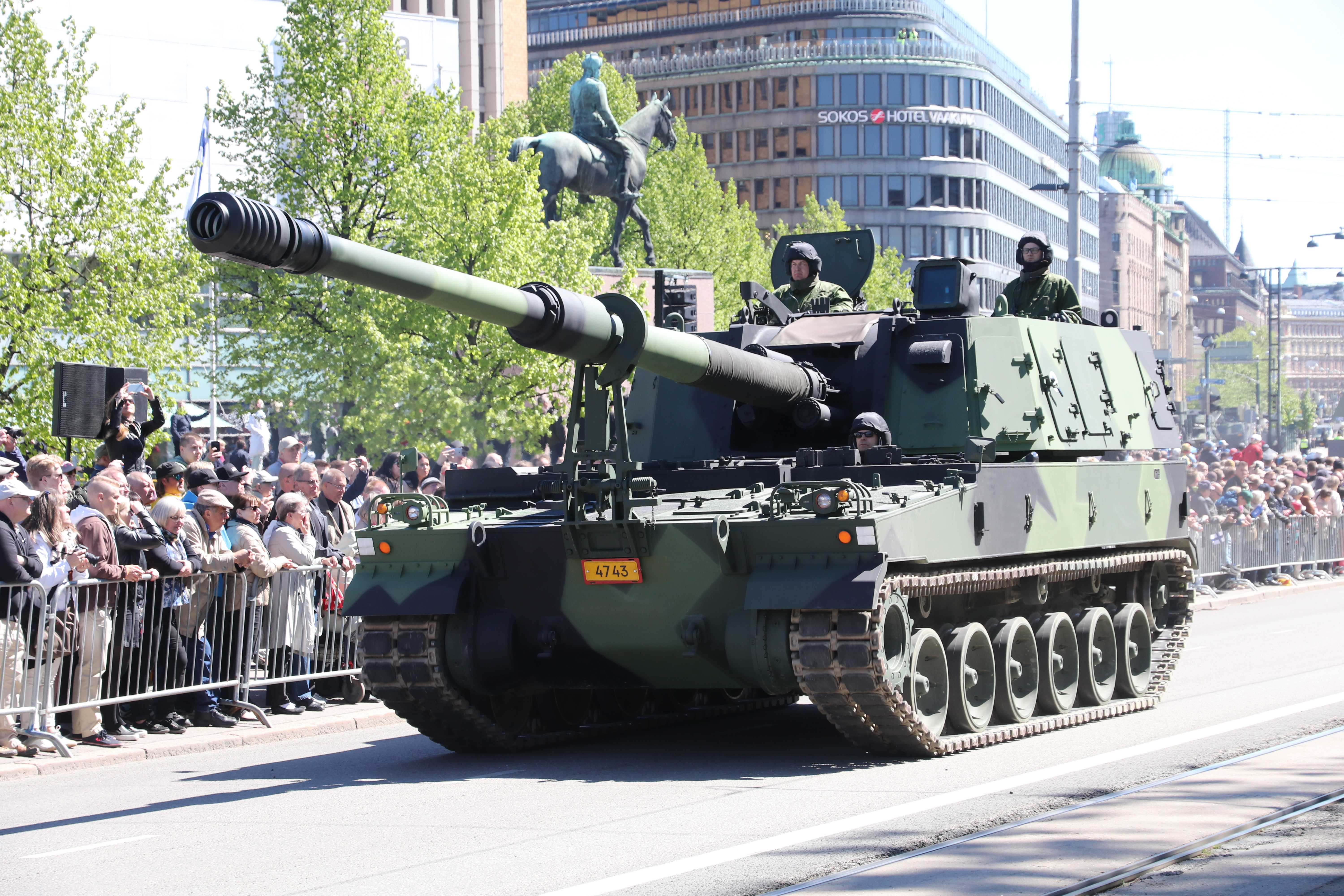
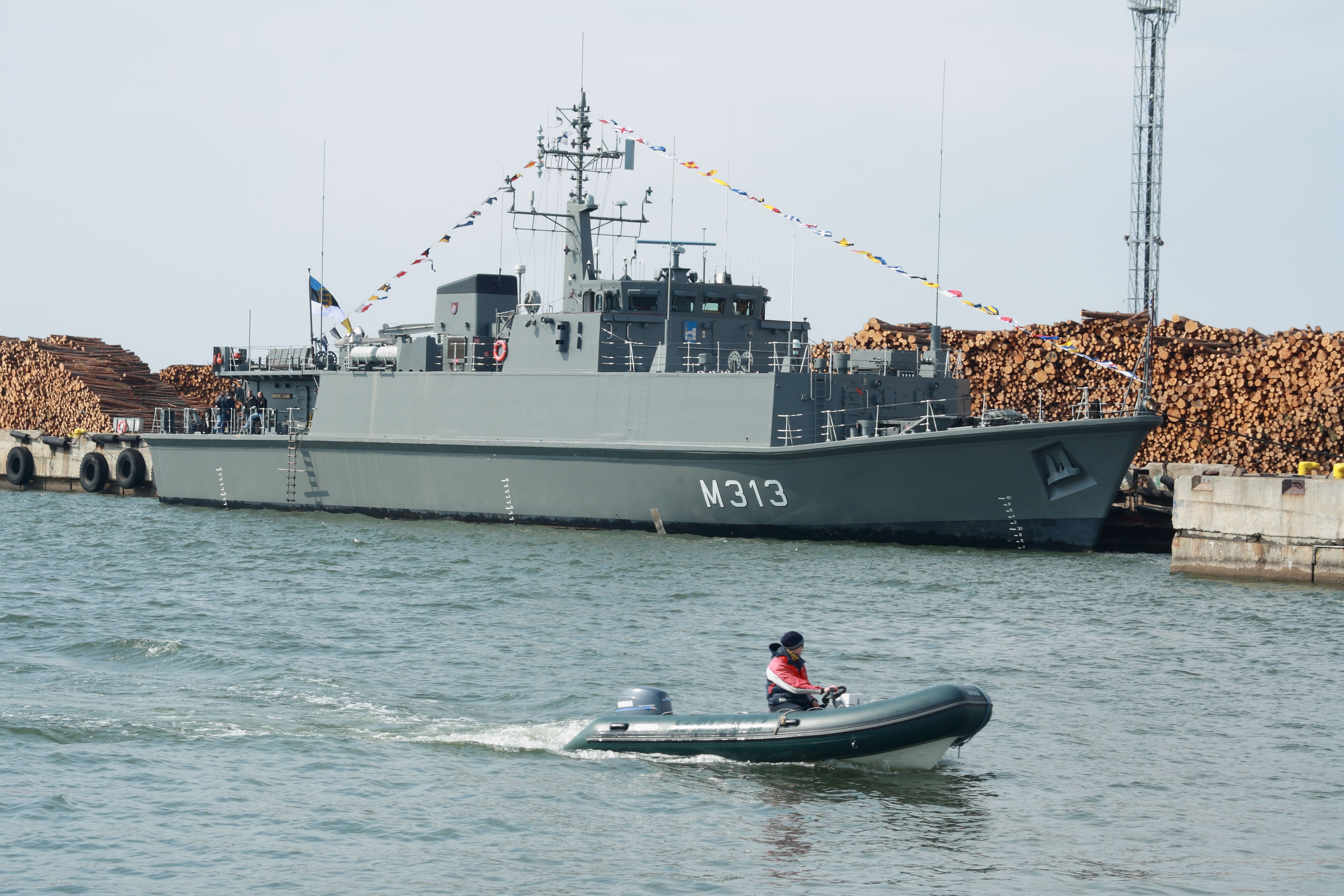
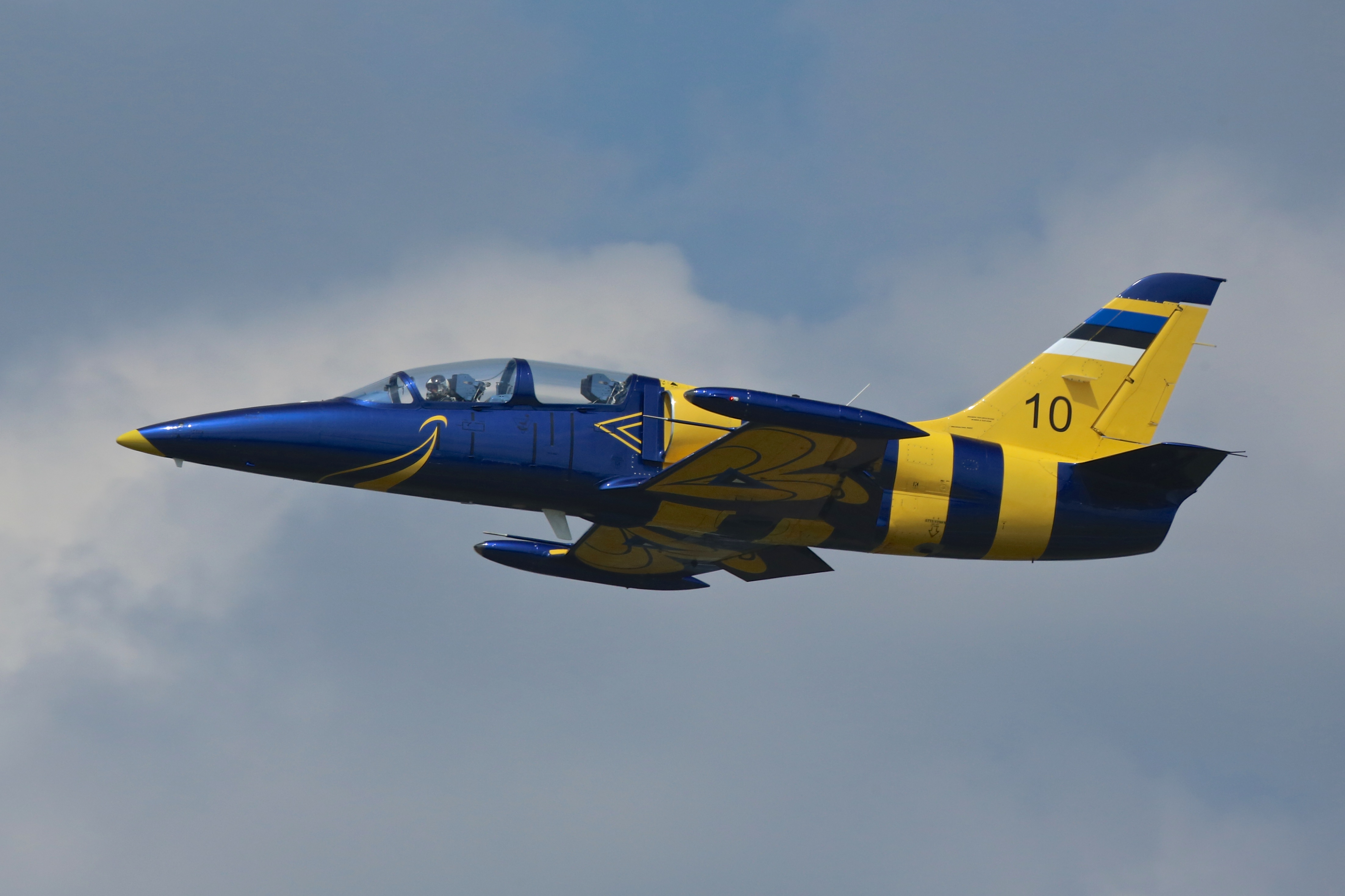